# ДОТ № 484 (КиУР)

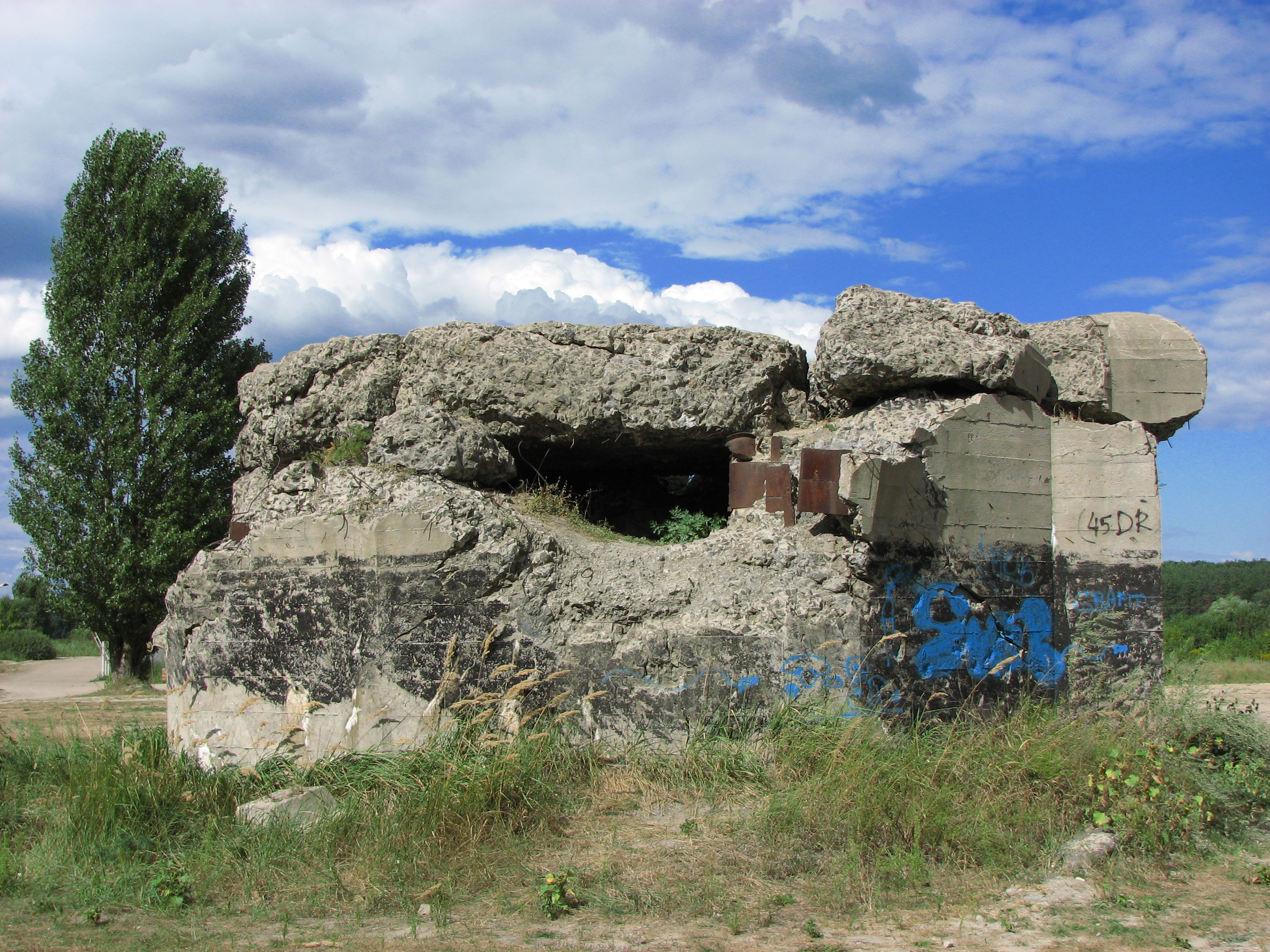
ДОТ № 484 вид з Пд-Зх напрямку

50°33′56.75″ пн. ш. 30°17′52.33″ сх. д. / 50.5657639° пн. ш. 30.2978694° сх. д.
ДОТ № 484 — довготривала оборонна точка, що входила до складу першої лінії оборони Київського укріпленого району.

## Історія

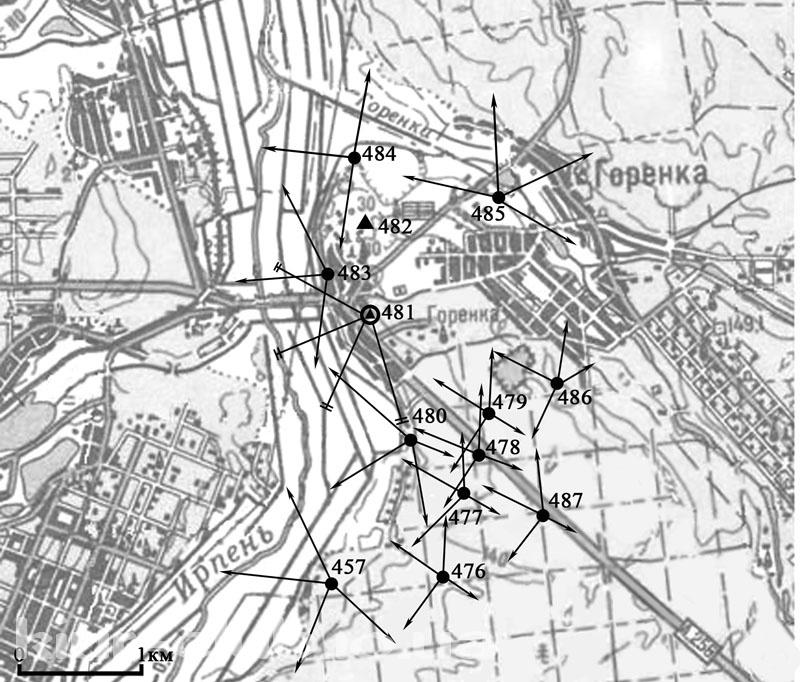
ДОТ № 484 у системі оборони 1-го БРО КиУР

ДОТ побудовано у 1930 році на західній ділянці оборони міста Київ, безпосередньо на передньому краї укріпрайону на західній околиці села Горенка. Ця фортифікаційна споруда мала 1 поверх, 3 амбразури для станкових кулеметів (основне озброєння). Її клас стійкості «М1». Тобто споруда могла витримати 1 влучення 203-мм гаубиці. ДОТ мав слабкий вогневий зв'язок з сусідніми ДОТ, бо вважалося, що річка Ірпінь з заболоченими берегами надає достатній захист даній ділянці оборони.
Організаційно він входив до складу 1-го батальйонного району оборони (БРО) КиУРа, що прикривав район сіл Горенка — Мостище. Влітку-восени 1941 року гарнізон ДОТ складався з бійців 193-го окремого кулеметного батальйону КиУР. До 24-25 серпня 1941 року споруда знаходилася у тилу радянських військ, фронт пролягав західніше. Під час другого штурму КиУР, що розпочався 16 вересня 1941 року, ДОТ № 484 не мав бойового контакту із супротивником. Вдень 18 вересня війська 37-ї армії Південно-Західного фронту розпочинають за наказом відхід з КиУР та міста Київ. Гарнізони ДОТ КиУР належали до останніх, хто відходив на лівий берег Дніпра, серед них був і гарнізон ДОТ № 484. Удень 19 вересня передові загони 71-ї піхотної дивізії німців зайняли територію 1-го БРО без бою, затримуючи лише дезертирів-червоноармійців та перебіжчиків.

## Сьогодення
ДОТ напівзруйнований.

## Галерея

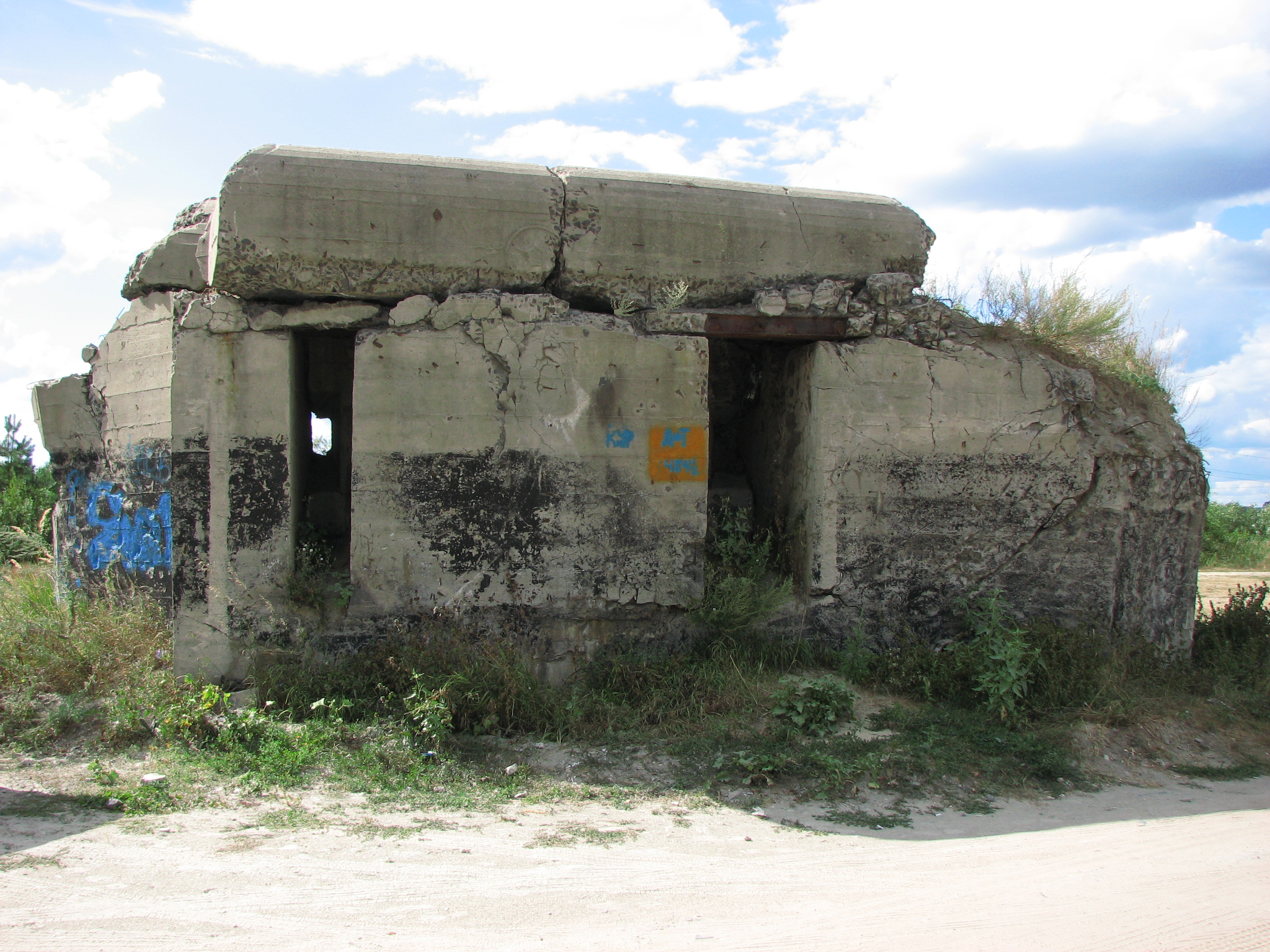
Вид з південно-східного напрямку